# Ciemnosmreczyńska Przełączka
Ciemnosmreczyńska Przełączka (słow. Piargová štrbina, niem. Hintere Smrečiner Scharte, węg. Hátsó-Szmrecsini-csorba) – przełęcz w grani głównej na wysokości ok. 2115 m. Oddziela od siebie Ciemnosmreczyńską Turnię (2142 m) i Zadniego Mnicha (2172 m). Znajduje się tuż na zachód od Zadniego Mnicha i jest wąska i płytka. Stoki południowe opadają do słowackiej Doliny Piarżystej. Po północnej, polskiej stronie przełęcz opada stromą i kruchą ścianką, pod nią do Zadniego Mnichowego Piargu szeroką i piarżystą depresją.
Przełęcz jest łatwo dostępna z obydwu stron. Do przejścia z położonych poniżej grani dolin: Doliny Ciemnosmreczyńskiej (Temnosmrečinská dolina) i Doliny za Mnichem wykorzystywano jednak zazwyczaj pobliską Przełączkę pod Zadnim Mnichem. Wejścia na przełęcz są praktykowane przez taterników podczas wspinaczek na pobliskie szczyty z tej przełęczy.

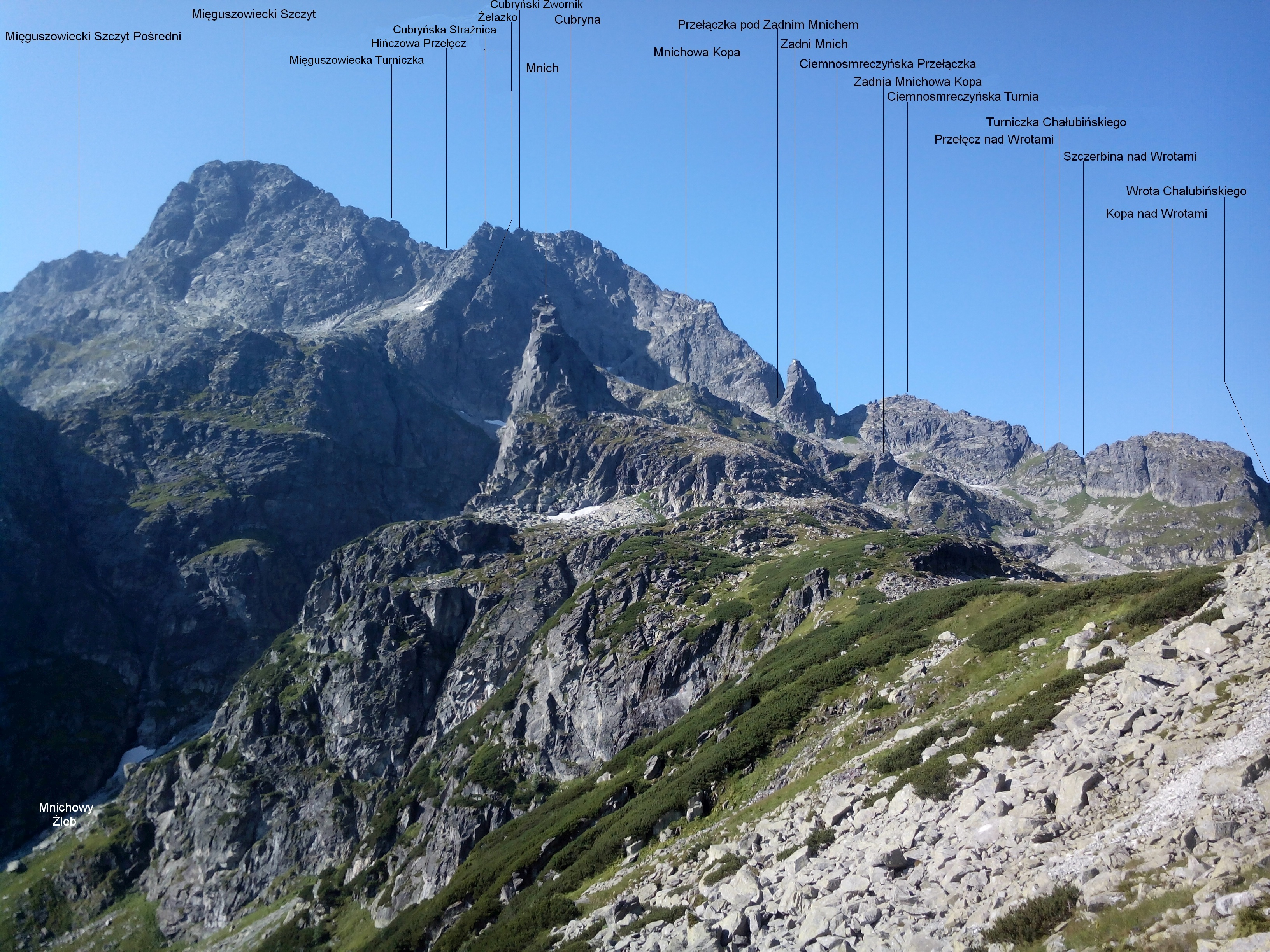
Odcinek grani głównej od północy

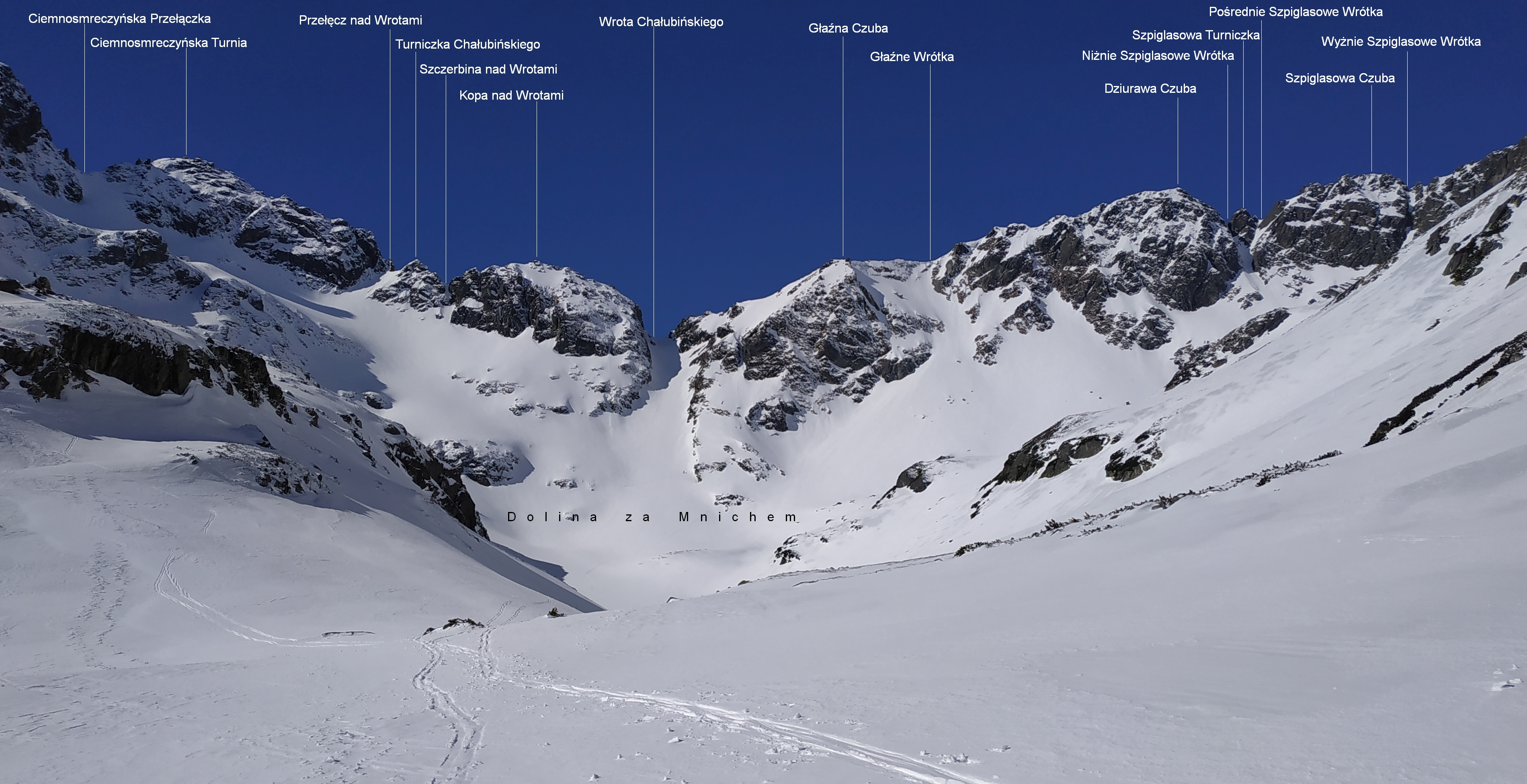
Widok z północnego wschodu

## Historia zdobycia
Pierwsze odnotowane wejścia:
- latem – Janusz Chmielowski, przewodnicy Klemens Bachleda, Józef Tatar, 7 października 1898 r.,
- zimą – Henryk Bednarski, Józef Lesiecki, Leon Loria, Stanisław Zdyb, 13 marca 1910 r.[2]

## Drogi wspinaczkowe
Przez Ciemnosmreczyńską Przełączkę nie prowadzi żaden szlak turystyczny, znajduje się ona jednak w rejonie udostępnionym do wspinaczki dla taterników. Drogi wspinaczkowe:
- Wprost od północy; 0, 15min,
- Od północy zboczem Zadniego Mnicha; 0+,
- Z Doliny Piarżystej; 0, 30 min[3].